# Cornucopina pectogemma
Cornucopina pectogemma is een mosdiertjessoort uit de familie van de Bugulidae. De wetenschappelijke naam van de soort is voor het eerst geldig gepubliceerd in 1882 door Goldstein.